# Канаверо, Серджо
Серджо Канаверо (итал. Sergio Canavero, род. 29 декабря 1964, Турин, Италия) — итальянский нейрохирург и автор, который привлёк внимание средств массовой информации в 2015 году после своего заявления, что в 2017 году он сможет выполнить первую успешную пересадку головы человека. Валерий Спиридонов, 30-летний русский с болезнью Верднига — Хоффмана (спинальная мышечная атрофия) и быстро прогрессирующим снижением здоровья, добровольно предложил свою голову для исследований Канаверо. Но, согласно журналу «Индепендент», пациентом станет гражданин Китая.
В ноябре 2017 года на пресс-конференции в Вене Серджо Канаверо объявил об успешной пересадке головы. Операция была проведена им с командой из Харбинского медицинского университета (Китай) во главе с доктором Жэнь Сяопином. Сам Жэнь Сяопин отрицает успешность операции по пересадке головы трупу, которую провел итальянский хирург Серджо Канаверо и заявил, что трансплантацию головы мертвого человека вообще нельзя считать операцией.

## Идея пересадки и критика
Несмотря на уверения Канаверо, ряд учёных выражает сомнения в том, что успех операции возможен. Известные нейрохирурги считают, что биохимические различия донора и реципиента могут привести к непредсказуемым последствиям.
Канаверо также подвергается критике крупными медицинскими специалистами по медицинской этике. Ему высказывается упрек в том, что он выбирает главным образом медийные, а не профессиональные медицинские площадки для презентации проекта.
В 2015 году пресса связала имя Канаверо с компьютерной игрой Metal Gear Solid V: The Phantom Pain — в рекламных материалах игры появлялся некий кипрский врач, сильно напоминающий Канаверо. На этом основании некоторые журналисты и пользователи сети заподозрили, что проект Канаверо является не более чем вирусной рекламой компьютерной игры. Канаверо был возмущён этим предположением и отрицал всякую связь с компанией Konami, утверждая, что никогда не слышал о ней.
В январе 2016 Канаверо и Жэнь Сяопин из Харбинского медицинского университета в Китае написали в соавторстве редакционную статью «Human head transplantation. Where do we stand and a call to arms», в которой они сетовали на то, что их проект HEAVEN (главное предприятие анастомоза) может потерпеть неудачу, из-за некоторых проблем, из которых самой главной является существующая система экспертной оценки, рассматривающая результат исследования перед публикацией.
Эти два исследователя выступили с обращением к частным филантропам, но в их обращении они также назвали и раскритиковали пять из них: Сергей Брин (Google), Марк Цукерберг (Facebook), Энн Воджицки (23andMe), Джек Ма (Alibaba) и Юрий Мильнер (DST Global).
По словам Канаверо и Жэня, самые последние премии за научный прорыв, финансируемые миллиардерами Силиконовой Долины, были присуждены за исследования, которые никак не изменят прогноз по некоторым заболеваниям, потому что «миллиардеры все еще полагаются на традиционный процесс экспертной оценки». В той же самой редакционной статье Канаверо и Жэнь также сообщили, что в настоящее время они собирают команду исследователей из Китая и России, и призвал филантропов и ассоциации больных сделать финансовые пожертвования на проект по пересадке головы. Для осуществления этого проекта требуется около 20 миллионов долларов. В приблизительно то же самое время Канаверо и Жэнь также обратились непосредственно в средства массовой информации с утверждением (поддержанным видео), о сделанной в Китае успешной операции по пересадке головы живой обезьяне, подобной экспериментам, выполненными в прошлом Владимиром Демиховым (1954) и Робертом Дж. Уайтом (1970). По словам Канаверо, пересадку головы обезьяне провела в Харбинском медицинском университете команда нейрохирургов под руководством Сяопина Жэня (Xiaoping Ren). О полноценной трансплантации речи не шло — исследователи не пытались соединить головной мозг со спинным, а лишь хотели убедиться, что мозг можно сохранить неповрежденным при отделении головы от тела. Для этого в ходе операции они охладили голову животного до 15 градусов Цельсия.
«Обезьяна пережила вмешательство без каких-либо неврологических нарушений», — заявил Канаверо и добавил, что через 20 часов после операции животное умертвили по этическим соображениям. Жэнь назвал свою работу пилотным экспериментом по профилактике повреждения мозга в ходе трансплантации. Исследованию предшествовали опыты на человеческих трупах; финансировало его китайское правительство.
17 ноября 2017 года Канаверо сообщил, что группа китайских хирургов провела пересадку головы на труп. Операция длилась 18 часов и оказалась успешной. Следующим этапом, по словам медика, должна стать пересадка головы с зарегистрированной смертью головного мозга.

## Процедура пересадки головы человека
Новое тело берется от нормального донора, находящегося в состоянии смерти мозга. У донора и у реципиента одновременно отделяют голову от тела (головной мозг от спинного отделяют с помощью очень острого лезвия). Голову пациента соединят с телом донора с помощью специального «клея» — полиэтиленгликоля, чтобы связать нервы головного и спинного мозга. Мышцы и кровеносные сосуды будут сшиты, а пациент введен в кому на 4 недели, чтобы обеспечить отсутствие движений, пока голова и тело будут заживать. В это время пациенту будут проводить электростимуляцию спинного мозга для укрепления связей между головой и новым телом. Когда пациент выйдет из комы, есть надежда на то, что он сможет двигаться, чувствовать свое лицо и даже говорить тем же голосом. Пациенту будут давать мощные иммунодепрессивные препараты, чтобы предотвратить отторжение головы. Кроме того, ему потребуется интенсивная психологическая помощь.